# Aldebaran Robotics

Logo van Aldebaran

Aldebaran Robotics is een Frans bedrijf dat gespecialiseerd is in het ontwikkelen van mensachtige robots. Het bedrijf werd opgericht in 2005 door Bruno Maisonnier en werd in 2015 eigendom van SoftBank. Na een naamswijziging is het Franse bedrijf in 2022 weer hernoemd naar de oorspronkelijke naam.
Het bedrijf heeft verschillende robotmodellen ontwikkeld, waaronder de mensachtigen NAO, Romeo en Pepper. Deze familie van robots heeft verschillende doelstellingen: NAO is gericht op programmeren, onderwijs en onderzoek, Romeo is bedoeld om mensen te helpen en Pepper voor klant- of gebruikersrelaties.